# Michał Winiarski
Michał Winiarski (* 28. September 1983 in Bydgoszcz) ist ein ehemaliger polnischer Volleyballspieler und heutiger -trainer.

## Karriere als Spieler
Winiarski begann seine Karriere in der Heimatstadt bei Chemik Bydgoszcz. Danach spielte er für SMS PZPS Spała, bevor er 2002 zu AZS Częstochowa kam. 2003 wurde er mit den polnischen Junioren Weltmeister. Im folgenden Jahr debütierte der Universalspieler in der A-Nationalmannschaft.
In der Saison 2005/06 gewann er mit seinem neuen Verein Skra Bełchatów das nationale Double aus Meisterschaft und Pokal. Anschließend erreichte er mit Polen das Finale der Weltmeisterschaft 2006. Nach diesem Erfolg spielte Winiarski in der italienischen Liga bei Itas Diatec Trentino und wurde 2008 italienischer Meister. Mit der Nationalmannschaft gelangte er bei den Olympischen Spielen in Peking ins Viertelfinale und somit auf den fünften Platz.
2009 wurde Trentino mit Winiarski Vizemeister und siegte in der Champions League. Bei der Europameisterschaft gewann der Universalspieler mit dem Team den Titel. Anschließend kehrte er nach Bełchatów zurück. Der Verein wurde 2010 polnischer Meister und ein Jahr später gelang das Double. Mit der Nationalmannschaft wurde Winiarski 2011 Dritter in der Weltliga und bei der Europameisterschaft sowie Zweiter im World Cup.
2012 gewann er in Bełchatów erneut den Pokal, verpasste aber in der Liga und in der Champions League jeweils knapp den Titel. Die Polen gewannen 2012 die Weltliga. In London wurde Winiarski bei seinem zweiten olympischen Turnier erneut Fünfter. 2014 beendete Winiarski nach dem Gewinn des Weltmeistertitels seine Nationalmannschaftskarriere. Mit Bełchatów wurde er zum Abschluss seiner aktiven Laufbahn 2016 polnischer Pokalsieger und 2017 polnischer Vizemeister.

## Karriere als Trainer
2017 begann Winiarski seine Trainerkarriere als Co-Trainer des polnischen Teams Skra Bełchatów. Ab 2019 war Winiarski Trainer des polnischen Erstligisten Trefl Gdańsk. Im April 2022 wurde er als Nachfolger von Andrea Giani neuer Trainer der deutschen Männer-Nationalmannschaft.